# Kenneth Kermack
Kenneth A. Kermack (ur. 1919, zm. 2000) – brytyjski paleontolog specjalizujący się w ssakach mezozoicznych. Wykładowca University College London.

## Życiorys
Po powrocie Waltera Kühne do Niemiec na początku lat 50. XX wieku kontynuował rozpoczęte przez niego badania na stanowiskach walijskich, odnajdując liczny materiał kostny należący do wczesnych ssaków, głównie rodzajów Morganucodon i Kuehneotherium. Współautor monografii poświęconych żuchwie (1973) i czaszce (1981) morganucodona. Do jego uczniów należeli m.in. Colin Patterson, Brian Gardiner, Susan E. Evans, Tony Thulborn, Jerry Hooker. Przez wiele lat współpracował ze swoją żoną, Doris Kermack.
W 1998 roku wraz z Doris Kermack, Patricią M. Lees i Johnem R.E. Millsem wyodrębnił na podstawie znalezisk z okresu środkowej jury w hrabstwie Oxfordshire nowy gatunek Eleutherodon oxfordensis, zaliczony do nowego podrzędu Eleutherodontida w podgromadzie Allotheria.